# Witiko I. von Krumau
Witiko I. von Krumau (auch Witiko von Krumau, Sepekov und Načeradec; tschechisch Vítek z Krumlova, ze Sepekova, z Načeradce; * vor 1220; † 1277 vermutlich in Vítkův hrádek) stand in Diensten der böhmischen Könige Wenzel I. und Ottokar II. Přemysl. Er entstammte dem witigonischen Familienzweig der Herren von Krumau.

## Leben
Witiko von Krumau ist für die Jahre 1220 bis 1277 urkundlich belegt. Sein Vater Zawisch von Nechanitz bekleidete von 1233 bis 1236 das Amt des böhmischen Unterkämmerers. Für diese Jahre sind auch Witiko sowie dessen Bruder Budiwoj am königlichen Hof nachgewiesen. Vermutlich wegen Auseinandersetzungen des böhmischen Königs mit Kaiser Friedrich II. um das Erbe der Babenberger mussten die Witigonen den königlichen Palast vorübergehend verlassen. Erst nach 1242 kehrten sie zurück.
Von Witiko haben sich zahlreiche Urkunden erhalten, die von ihm veranlasst wurden oder in denen er, meistens gemeinsam mit seinem Bruder Budiwoj, als Zeuge auftrat. Das dabei von ihm verwendete Wachssiegel zeigt einen Löwen, der eine fünfblättrige Rose vor sich hat.
- Als Entschädigung für zugefügte Schäden und zum eigenen Seelenheil übergab Witiko 1258 dem Stift Schlägl drei Gutshöfe und die Kirche in Lichtenwerd sowie das Dorf Pfaffenschlag. Im selben Jahr am 16. Juni bestätigte der Prager Bischof Johann dem Schlägler Konvent das Patronatsrecht über die Kirche von Kirchschlag, das dem Stift von Witiko geschenkt worden war.
- Wie sein Bruder Budiwoj schenkte „Witigo de Krumbenowe“ am 1. Juni 1259 dem neu gegründeten Kloster Hohenfurt seinen Anteil an einem Wald, der später als Klosterwald bezeichnet wurde.
- 1260 wird Witiko in einer Urkunde, mit der Wok von Rosenberg seine Stiftung des Klosters Hohenfurth erneuert, zusammen mit seinem Bruder Budiwoj als Zeuge aufgeführt („Dominus Budewoy et dominis Witigo de Krummenowe frater suus“).
- Als Wok von Rosenberg am 28. Mai 1261 in Graz die dem Stift Hohenfurt gemachten Schenkungen bestätigte, befanden sich unter den Zeugen wiederum „Dominus Budewoy et dominis Witigo de Krummenowe“.
- Zwei Wochen später war „Witigo de Crummenowe“ am 11. Juni als Zeuge in Prag anwesend, als Wok von Rosenberg dem Kloster Hohenfurth die Kirche von Wesseli sowie das Dorf Ponědraž schenkte.
- Als König Ottokar II. Přemysl am 12. Mai 1264 in Písek einen Gütertausch mit Stiro von Wetkowitz beurkundete, traten „Witigo de Crumnov“ und dessen Bruder „Budiwoi de Scharitz“ als Zeugen auf.
- Ebenfalls als Zeuge war „Witigo de Chrumnav“ 1264 in Passau zugegen, als sein Bruder „Budiwoy v. Skalitz“ und dessen Gemahlin Perchta dem Stift Schlägl das Dorf Schintau (Schindlau) übertrugen.
- Als am 25. Mai 1265 Witigo von Skalitz und Hojer von Wittingau an Stelle ihrer Schwestern auf deren Rechte in Walkersdorf zugunsten des Stifts Zwettl verzichteten, befanden sich unter den Zeugen die Brüder „Witigo de Chrumenow“ und „Budiboy de Zcalicz“. Am selben Tage bezeugten sie eine Urkunde der Ludmila von Reusch, mit der diese dem Stift Zwettl den Zins aus Walkersdorf verkaufte.
- Am 26. Juni 1266 waren „Witigo de Chrumnawe“ und sein Bruder „Bodiboe de Scalicz“ in Zwettl als Zeugen tätig, als Čeč von Weleschin mit Zustimmung seiner Gemahlin Gisela von Kuenring das Dorf Reinprechts dem Zisterzienserstift Zwettl übergab.
- Mit einer am 26. August 1274 in Strakonitz ausgestellten Urkunde bezeugte „Witigo dominus de Crumnov“, dass er vor fünf Jahren das Dorf Strasan der Frau Christine und deren Sohn Nikolaus aus Prag übergeben habe. Dasselbe bestätigten am gleichen Tag Witikos Söhne Heinrich und Wok.

Letztmals nachgewiesen ist Witiko I. von Krumau für das Jahr 1277, als er vor dem 22. September in Wittinghausen testamentarisch die Dörfer Gywowis, Nalomich und Hradowi dem Kloster Hohenfurt überschrieb.

## Familie
Witiko I. von Krumau war mit Sybilla verheiratet, deren Nachname nicht bekannt ist. Der Ehe entstammten die Kinder:
- Heinrich von Krumau (Jindřich z Krumlova; † 1301), verheiratet mit Ofka
- Wok von Krumau (Vok z Krumlova; † 1302), mit ihm starb der witigonische Familienzweig Krumau aus.